# Палата
Пала̀та (на италиански: Palata) е село и община в Южна Италия, провинция Кампобасо, регион Молизе. Разположено е на 520 m надморска височина. Населението на общината е 1788 души (към 2010 г.).